# 秋審制度

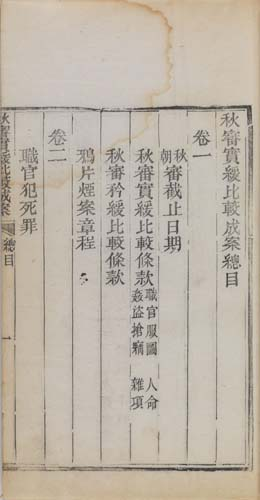
晚清講解秋審制度的著作《秋審實緩比較成案》

秋审或秋審制度，是中國清代朝廷官员于每年秋季審決是否執行死刑的制度。對各省收監監候人犯的程序稱為秋審，在京師刑部收監監候人犯稱為朝審。秋审、朝審渊源于中国古代的会审制度、死刑复核制度、录囚制度。
明清兩代，犯下嚴重罪行者會被判處斬立決或絞立決，立即處決。而罪行相對較輕者，會被判處斬監候或絞監候，不立即處死，而是等到秋季作出立即處決、暫緩處決还是減刑的結論後再行處置。

## 歷史
汉朝時實行秋冬行刑，即在立秋至冬至期間處決犯人。《唐律疏议·断狱》也有提到“立春后不決死刑”。
明代弘治二年（1489年）后，应于秋后处决之死刑犯的审决，在北直隸（今河北一帶）、南直隸（今江蘇、安徽一帶）由刑部主事以及巡按御史進行，其餘各省則由巡按御史主持，但无“秋审”之名。清代顺治元年（1644年），刑部左侍郎党崇雅上奏，第一次正式建议设立秋审、朝审。顺治十年（1653年），京师恢复设立朝审，顺治十五年（1658年）定各省秋审。至康熙十二年（1673年），秋审制度正式建立，秋審開始由三法司即刑部、大理寺、都察院會同審案。光绪三十二年（1906年），三法司制度廢除。宣统元年（1909年），沈家本、俞廉三编定《现行刑律》初稿后请求重编《秋审条款》，被采纳。宣统二年（1910年），经沈家本奏，秋审制度被准予变通。

## 制度
清代秋审可分为地方和中央两个程序。中央秋审分为刑部、皇帝两级。地方秋审的分级，学界有三级、四级、五级几种观点。案件逐级审转复核。
秋審的結果分為「情實」，即認定案情屬實，應執行死刑；「緩決」（緩勾），即暫不處決，順延至明年再決定；「可矜」，即有可減刑的情節，改為流放等刑罰；「留養」，意即雖然案情屬實，但因此人屬於家中獨子，所以破例將其赦免，以奉養家中老人、延續家中香火。

## 執行
根據對清代秋審的統計，在實際操作上，秋審最終作出「可矜」與「留養」結論的案件較少，不及十分之一，以「情實」為結論的案件大約佔百分之十五，而其餘案件多以「緩決」作結。因清代規定如果某一案件連續數次作出緩決決定後，可將刑罰減為流放，因此被判斬監候、絞監候者，除被判「情實」以外，最後大都能得到一定程度的減刑。
清代對秋審的規定十分嚴格。如果地方官員上報的處理結果與最終秋審的結果出現三次不同，就會受到嚴厲處罰。
呂思勉認為，秋審制度一方面體現了慎重刑獄的思想，另一方面也使得案件週期極大拉長，加重了人民負擔。李岚認為，秋審制度顯示出寬大刑獄的思想，但在後期往往流於形式，且不乏地方與中央官員暗通款曲的司法腐敗現象存在，以致失去應有作用。